# Echinophyllia echinoporoides
Echinophyllia echinoporoides is een rifkoralensoort uit de familie van de Lobophylliidae. De wetenschappelijke naam van de soort is voor het eerst geldig gepubliceerd in 1979 door Veron & Pichon.